# Saipin Detsaeng
Saipin Detsaeng (* 15. März 1977) ist eine ehemalige thailändische Gewichtheberin.

## Karriere
Detsaeng gewann bei den Weltmeisterschaften 1997 die Bronzemedaille in der Klasse bis 54 kg. Bei den Asienspielen 1998 erreichte sie in der Klasse bis 63 kg den vierten Platz. 1999 wurde sie bei den Weltmeisterschaften Sechste. Bei den Asienmeisterschaften 2000 gewann sie Silber. In Sydney kam sie bei den Olympischen Spielen auf den vierten Platz. Dabei hatte sie mit 222,5 kg dasselbe Ergebnis wie die Bronzemedaillen-Gewinnerin Ionna Chatziioannou, hatte aber ein leicht höheres Körpergewicht als die Griechin.
2002 war sie bei den Asienspielen Zweite im Reißen, hatte aber im Stoßen keinen gültigen Versuch. Bei den Asienmeisterschaften 2005 wurde sie Fünfte. Bei den Weltmeisterschaften 2005 wurde sie wegen eines Dopingverstoßes disqualifiziert und für zwei Jahre gesperrt.